# Número de Cullen
En teoría de números, un número de Cullen (Cn), para cualquier número natural n, es cualquier número natural de la forma
Cn= n×2n+1
El primero en estudiar los números de Cullen fue James Cullen en 1905. Los números de Cullen son un caso especial de los números de Proth.
Los números de Cullen que también son números primos se les denomina números primos de Cullen; los únicos exponentes n, que se conocen, a los cuales corresponden números primos de Cullen Cn son:
1, 141, 4713, 5795, 6611, 18496, 32292, 32469, 59656, 90825, 262419, 361275, 481899, 1354828, 6328548, 6679881 (sucesión A005849 en OEIS).
Todavía, se conjetura que existen infinitos números primos de Cullen.
Hasta agosto de 2009, el mayor primo de Cullen conocido es 6679881 × 26679881 + 1. Es un megaprimo con 2.010.852 de dígitos y fue descubierto por un participante de PrimeGrid de Japón.
Además, se denomina número generalizado de Cullen a los números de la forma n × bn + 1, donde n + 2 > b; si un primo puede escribirse de esta forma, entonces se le denomina como un número primo generalizado de Cullen. A los números de Woodall, a veces, se les denomina números de Cullen de segunda clase

## Lecturas futuras
- Cullen, James (diciembre  de 1905), «Question 15897», Educ. Times: 534..
- Guy, Richard K. (2004), Unsolved Problems in Number Theory (3rd edición), New York: Springer Verlag, pp. section B20, ISBN 0387208607..
- Hooley, Christopher (1976), Applications of sieve methods, New York: Cambridge University Press, pp. 115-119, ISBN 0521209153..
- Keller, Wilfrid (1995), «New Cullen Primes», Mathematics of Computation 64 (212): 1733-1741..